# Пригоди Травки (фільм)
«Пригоди Травки» (рос. «Приключения Травки») — російський радянський художній фільм, відзнятий у 1976 році на кіностудії Мосфільм.

## У ролях
- Петя Дегтярьов — Травка
- Марина Вощиніна — Солнечка
- Світлана Суховєй — мама Травки
- Віктор Піунов — тато Травки
- Олег Жаков — зорерахівник Васильєв
- Анатолій Соловйов — загартований матрос
- Василь Корзун — Серьожа, водій-далекобійник
- Юрій Чернов — Петя Орлов, водій-далекобійник
- Анатолій Обухов — співак-бас
- Віктор Перевалов — монтер вуличних ліхтарів
- Георгіос Совчис — точильник
- Леонід Куравльов — дядя Льоня
- Юрій Ковальов — син дяді Льоні
- Юрій Нікулін — клоун Чічіморі
- Андрій Соколов — піонер-хуліган Макаров
- Віктор Шульгін — капітан річкової «Ракети»
- Юрій Астаф'єв — старший піонервожатий'

## Сюжет
Про довгий шлях додому зниклого п'ятирічного Травки. Про друзів, що допомагають йому подолати важкий шлях. Водії-далекобійники, загартований матрос, дивний зорерахівник та хуліган, що виправився, взяли участь у долі доброго хлопчика, що після цілого дня дорожніх пригод опинився в обіймах своїх рідних.